# 朴世榮
朴世榮（1988年7月30日—），韓國女演員、模特兒。2002年初次演出影視作品，憑藉《如果明日來臨》2011年正式出道。媒體偶爾會把中文名稱翻譯成「朴世英」，但正確中文名稱應為「朴世榮」。

## 經歷

### 出道前
朴世榮，密不可分的公主緣分
1998年，小學四年級的朴世榮和堂姐一起去遊樂園，正在玩的時候遊樂園的職員對她說有一日公主選拔大會，朴世榮就去做了自我介紹還唱了歌，成為果川遊樂場的公主。1999年，朴世榮接到果川遊樂場的電話，讓她去參加一年一度的公主選拔大會，大會邀請歌手G.O.D做為表演嘉賓，朴世榮在此次大會上獲得了大獎，成為公主中的公主，優惠是一生免費 進出遊樂場。
2000年，朴世榮參加糕點公司的模特選拔大賽，獲得了糕點公司一年的專屬模特的機會。同年和李文世、boyfriend拍了霜淇淋廣告。

### 演藝經歷
2009年，朴世榮出演電影《之後...》。
2012年1月28日朴世榮出演SBS《如果明日來臨》正式出道。同年出演KBS水木劇《愛情雨》。3月，出演《赤道的男人》飾演少年崔秀美。
4月5日，出席「2012年春季首爾時裝周」。8月，她與李敏鎬、柳德煥搭檔出演SBS月火劇《信義》。8月9日，她出席《信義》製作發佈會。9月4日，她出席《信義》記者座談會。11月14日，出席《學校2013》開機儀式。
11月28日《學校2013》製作發佈會。12月3日，KBS月火劇《學校2013》朴世榮飾演無論是學習還是外貌或是家庭都是金字塔上的那個1%的宋夏晶。12月31日，她出席「2012 KBS TV演技大獎」。2013年，朴世榮在tvN月火劇《鄰家花美男》中客串最後一集來男二家應聘、打扮很像獨美的女生。
2013年1月31日，她和金宇彬一同做為頒獎人出席「第22屆HIGH 1首爾歌謠大獎」。2月16日，出席「DIADORA朴世榮首場簽名會」。出席「2013f / w首爾時裝周」。4月21日，為斗山隊與韓化隊的棒球比賽開球 。4月29日，KBS日日劇至誠感天朴世榮飾演播音員志願生，性格活潑開朗，三姐妹中年紀最小的崔世榮。
5月9日，她出席第49屆韓國百想藝術大賞。5月12日，出席「迪亞多納全州中央店粉絲簽名會」。
2014年，朴世榮出演電影《貓的葬禮》與強仁飾演情侶。
一月，與2PM張祐榮出演MBC我們結婚了。出演由網路漫畫《時尚王》改編的電影時尚王，飾演讓主人公虞啟明（朱元飾）魂牽夢繞的同班臉贊惠真。3月，確定出演SBS週末劇《心情好的日子》，飾演二女兒鄭多靜。3月21日，與Standing Egg推出單曲《倚靠我》。
2015年4月14日，HUNUS娛樂公司表示，演員朴世榮將成為該公司旗下藝人。7月25日，世榮首度舉辦生日派對粉絲見面會。7月31日，確定出演MBC週末劇《我的女兒，琴四月》。
2017年9月29日，張赫與朴世榮將攜手出演《金錢之花》。
2018年6月7日，CL&COMPANY 公司與演員朴世榮簽約成為該公司旗下藝人。
從出道藉著幾部作品的形象都不一樣，展現了可愛、明朗、冷傲、黑惡的一面，給觀眾留下了很深的印象，即使是新人演員，但演戲趕超資深演員，對以後朴世榮的演戲也充滿了期望。

## 個人生活

### 情感
- 2022年1月报道，韩国女艺人朴世荣将在下个月与交往多年的郭正旭举行婚礼。
- 2025年1月7日，据韩媒报道，朴世荣宣布怀孕，预产期6月。

## 演出作品

### 電視劇
| 年份 | 電視台 | 劇名                                | 角色               | 合作演員                                                                          | 備註                    |
| ---- | ------ | ----------------------------------- | ------------------ | --------------------------------------------------------------------------------- | ----------------------- |
| 2002 | MBC    | 御史朴文修                          |                    | 劉俊相、韓惠珍、趙敏基                                                            | 女配角                  |
| 2011 | SBS    | 如果明日來臨                        | 徐宥真             | 高斗心、瑞雨、河錫辰、吉用祐、金惠善                                              | 女配角                  |
| 2012 | KBS    | 赤道的男人                          | 崔秀美（少年）     | 嚴泰雄、李浚赫、李寶英、林晶恩、 李玹雨、慶收真、任時完                           | 女配角 (第1-5、8、12集) |
| 2012 | KBS    | 愛情雨                              | 李美郝             | 潤娥、張根碩、金時厚、孫恩書、 黃寶拉、徐仁國、鄭進永、李美淑                     | 女配角 (第8-20集)       |
| 2012 | KBS    | Drama Special獨幕劇－別擔心，是女鬼 |                    | 朴信惠                                                                            | 客串                    |
| 2012 | SBS    | 信義                                | 魯國公主／寶塔失里 | 李敏鎬、金喜善、崔民秀、李必立、成勛                                              | 女配角                  |
| 2012 | KBS    | 學校2013                            | 宋夏晶／宋河景     | 張娜拉、崔丹尼爾、金宇彬、李鍾碩、劉孝英                                          | 女配角                  |
| 2013 | tvN    | 鄰家花美男                          | 宋多仁             | 朴信惠、尹施允、金智勳、朴秀珍、高庚杓、金允慧                                    | 客串                    |
| 2013 | KBS    | 至誠感天                            | 崔世榮             | 劉健、李海仁、朴載正、沈慧珍、林允浩                                              | 女主角                  |
| 2014 | SBS    | 心情好的日子                        | 鄭多情             | 李尚禹、黃雨瑟惠、高佑麗、金美淑、崔佛岩、 羅文姬、李美英、金亨奎、李鴻賓、郭時陽 | 女主角                  |
| 2015 | MBC    | 我的女兒，琴四月                    | 琴慧翔／吳慧翔     | 錢忍和、白珍熙、尹賢旻、孫暢敏、朴相元、都想友                                    | 第三女主角              |
| 2016 | KBS    | Beautiful Mind                      | 金珉才             | 張赫、朴素淡、尹賢旻                                                              | 第二女主角              |
| 2017 | SBS    | 悄悄話                              | 崔秀妍             | 李寶英、李相侖、權律                                                              | 第二女主角              |
| 2017 | MBC    | 金钱之花                            | 罗慕嫻             | 張赫、張勝祖、李美淑                                                              | 第一女主角              |
| 2019 | MBC    | 特別勞動監督官趙掌風                | 朱美蘭             | 金東旭、柳德煥、薛仁雅                                                            |                         |
| 2022 | tvN    | 精神教練諸葛吉                      | 朴承河             | 鄭宇、李瑜美、權律                                                                | 選手村心理支援團隊醫生  |

### 電影
| 年份 | 電影名稱   | 角色  | 合作演員                   | 備註       |
| ---- | ---------- | ----- | -------------------------- | ---------- |
| 2009 | 之後...    | 鄭 卯 | 鄭瑟琪、崔熙珍             |            |
| 2014 | 時尚天王   | 惠 真 | 周元、雪莉、安宰賢、金盛吳 | 第二女主角 |
| 2015 | 貓咪的葬禮 | 在 熙 | 强仁（Super Junior）       | 女主角     |

### MV
| 年份 | 歌曲                                                         | 專輯名稱                                | 備註               |
| 2012 | Know Your Name(Acoustic Version Blue) （页面存档备份，存于） | 朴宰範 New Breed Part.1                 |                    |
| 2013 | Shall We Dance （页面存档备份，存于）                        | 朴世榮 The Rainbowbridge Project Part.1 | feat. Standing Egg |

## 音樂作品

### 單曲
| 發行日期   | 歌名                                                     | 專輯名稱                                   | 備註                                |
| 2013.04.12 | 《How Do You Do》 （页面存档备份，存于）                 | KBS音樂銀行 首次主持開場曲                 | (Feat. 2AM鄭珍雲)                   |
| 2013.06.10 | 《블루로드》 （页面存档备份，存于）                      | BLUEROAD                                   | (Feat. 알렉스)                      |
| 2013.09.26 | 《Shall We Dance》 （页面存档备份，存于）                | The Rainbowbridge Project PT.1             | (Feat. Standing Egg )               |
| 2014.03.21 | 《내게기대》(倚靠我) （页面存档备份，存于）              | The Artist Diary Project PT.8 Standing Egg | (Feat. Standing Egg )               |
| 2014.09.16 | 《깍지 낀 두 손》(十指緊扣的雙手) （页面存档备份，存于） | 我們結婚了 合作曲                          | (Feat. 2PM祐榮 )                    |
| 2019.05.12 | 《Will be》 （页面存档备份，存于）                       | 特別勞動監督官趙掌風OST                    | (특별근로감독관 조장풍 OST Part 4 ) |

## 粉絲見面會
| 日期   | 日期    | 地點 | 名稱                         |
| 2015年 | 7月25日 | 首爾 | 首次舉辦生日派對粉絲見面會。 |

## 主持＆綜藝節目

### 主持
| 日期                  | 節目            | 合作夥伴   | 備註 |
| 2013.04.12~2013.10.18 | KBS《音樂銀行》 | 2AM 鄭珍雲 |      |

### 綜藝
| 播出時間              | 電視台  | 節目名稱                           | 備註                                            |
| 2012.11.20            | SBS     | 強心臟                             | Ep.155                                          |
| 2013.7.20－2013.8.10  | OnStyle | 《Photo Camping Log》              | Ep.1-4 與朴信惠                                 |
| 2014.1.4－2014.9.13   | MBC     | 《我們結婚了》                     | 與2PM祐榮                                       |
| 2014.3.26             | MBC     | 《黃金漁場 Radio Star》            | 我們結婚了特輯 與南宮民、洪真英、鄭俊英、張祐榮 |
| 2016.3.20－2016.3.27  | SBS     | 《吃得好過得好的方法，吃飯了嗎？》 | Ep.97-98 特別出演嘉賓 與主持人金秀路            |
| 2016.10.7－2016.10.28 | SBS     | 《叢林的法則》                     | 蒙古篇                                          |
| 2018.02.24            | JTBC    | 《認識的哥哥》                     | 與鄭惠成出演嘉賓                                |
| 2021.05.06            | MBC     | 深夜怪談會                         | EP.8                                            |

## 廣告代言
| 年份                 | 代言項目         | 合作夥伴 | 地區     | 備註 |
|                      | KB 國民信用卡    |          | 韓國     |      |
| 麥當勞               |                  | 韓國     |          |      |
| 韓國觀光公社宣傳影像 |                  | 韓國     |          |      |
| 2011年               | SM5 廣告         |          | 韓國     |      |
| 2012年               | Cheongwoo 餅乾   |          | 韓國     |      |
| 2012年               | 可口可樂         | 2PM      | 韓國     |      |
| 2012年               | DIADORA 運動     | 劉亞仁   | 韓國     |      |
| 2013年               | DIADORA 運動     | 劉亞仁   | 韓國     |      |
| 2013年               | Fuji Film Instax | 朴信惠   | 韓國     |      |
| 2013年               | HAN'S 服飾代言   |          | 韓國     |      |
| 2013年               | 寶礦力水特飲料   |          | 韓國     |      |
| 2013年               | welcos 水果之鄉  |          | 韓國     |      |
| 2017年               | OULL化妝品       |          | 韓國仁川 |      |

## 獎項及提名記錄
| 年份   | 頒獎典禮             | 獎項                      | 作品             | 結果 |
| 1998年 | 首爾樂園公主選拔大赛 | 終生免費入園              |                  | 獲獎 |
| 2012年 | SBS演技大賞          | 新星獎                    | 信義             | 獲獎 |
| 2012年 | KBS演技大賞          | 女子新人賞                | 赤道的男人       | 提名 |
| 2013年 | KBS演技大賞          | 女子人氣賞                | 至誠感天         | 提名 |
| 2013年 | 第49屆百想藝術大賞   | 女子新人賞                | 信義             | 提名 |
| 2013年 | 第49屆百想藝術大賞   | 電視劇部門女子人氣賞      | 信義             | 提名 |
| 2016年 | 第9屆韓國電視劇獎    | 女子優秀賞                | 我的女兒，琴四月 | 獲獎 |
| 2017年 | SBS演技大賞          | 月火劇部門 女子優秀演技賞 | 悄悄話           | 獲獎 |

## 備註
1. ↑  朴世榮曾在2012年12月5日的採訪中，說了名字是爺爺給起的名字，用的是世界的“世”和榮華的“榮”。意思是讓世界榮華、繁榮的意思。

## 外部連結
- 朴世榮的X（前Twitter）
- 朴世榮的X（前Twitter）
- 朴世榮的Instagram帳戶
- 박세영NAVER （页面存档备份，存于）